# Vlag van Florida (Verenigde Staten)
De vlag van Florida bestaat uit een wit veld met daarop een rood andreaskruis met in het midden het zegel van Florida, dat de helft van de hoogte van de vlag inneemt. De breedte van de benen van het kruis is gelijk aan een vijfde van de hoogte van de vlag. Het ontwerp werd in 1900 aangenomen na een referendum en is sindsdien onveranderd het symbool van Florida gebleven.

## Geschiedenis
De eerste officiële vlag van Florida werd op 13 september 1861 aangenomen, nadat de staat zich afscheidde van de Verenigde Staten van Amerika en een van de stichters van de Geconfedereerde Staten van Amerika werd. Deze vlag was gebaseerd op de vlag van de Geconfedereerde Staten van Amerika en bestond uit het zegel in de linkerhelft van de vlag en drie horizontale banen in de kleuren rood, wit en rood aan de rechterzijde.
In 1868 werd een nieuwe vlag aangenomen. Deze bestond uit een wit veld met daarop het zegel. Tegen het einde van de 19e eeuw stelde gouverneur Francis P. Fleming voor om een rood andreaskruis toe te voegen, omdat de vlag van 1868 te veel op een witte vlag (die bij een overgave aan vijandelijke troepen gebruikt wordt) zou lijken. Daarom werd een referendum gehouden, waarin zoals vermeld de huidige vlag aangenomen werd. Deze vlag verwijst ook naar de Spaanse conquistadores, die vlaggen met een rood Bourgondisch kruis als oorlogsvlag gebruikten.

?Vlag van Florida (1861-1868)
?Vlag van Florida (1868-1900)